# Première ascension

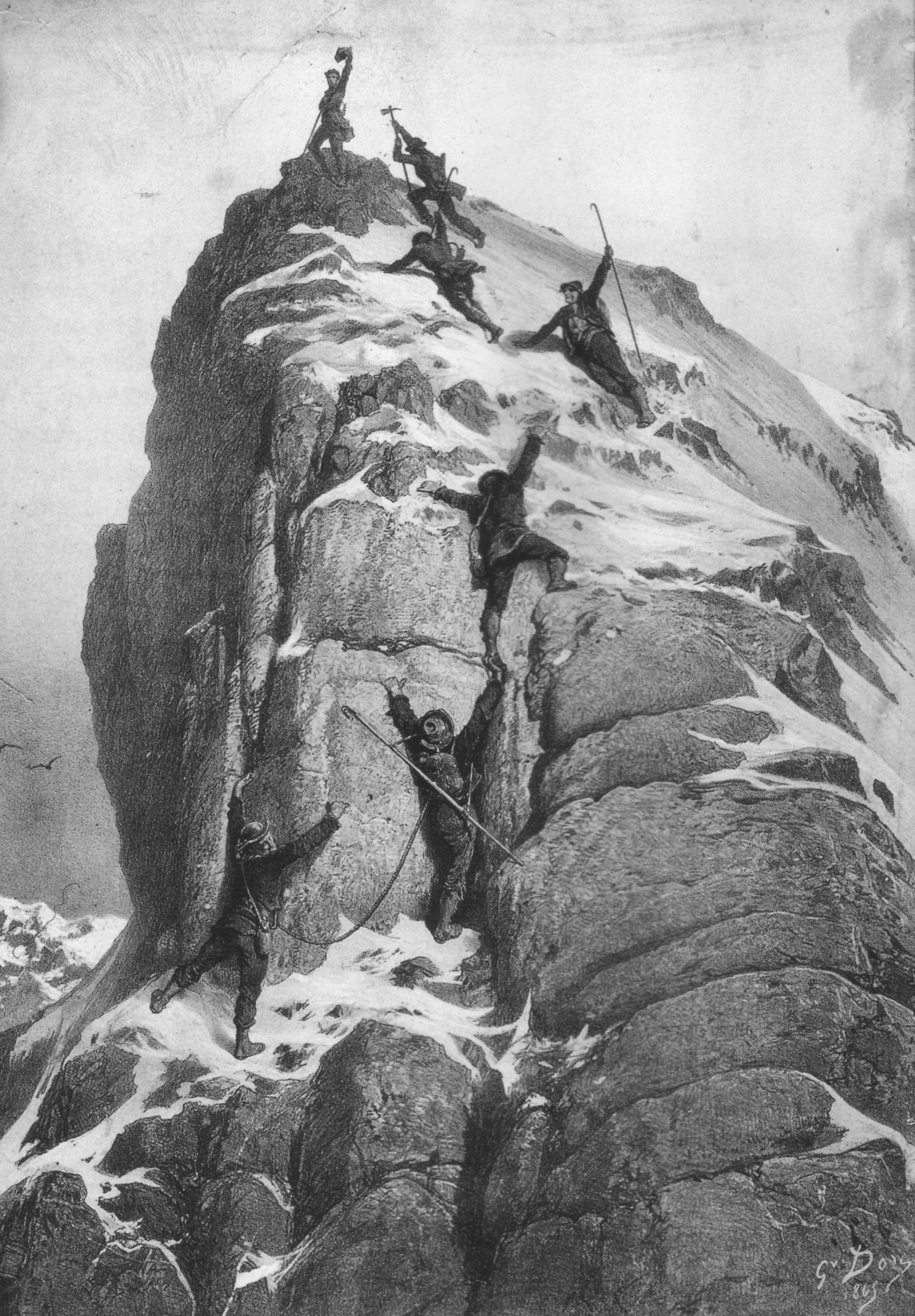
Illustration de la première ascension du Cervin (par Gustave Doré).

La première ascension (en abrégé première, « réaliser une première ») est, en alpinisme ou en escalade, la première expédition atteignant le sommet d'une montagne ou la première ascension empruntant une voie spécifique. On parle alors aussi, dans ce dernier cas, d'ouverture de la voie. On recense les premières ascensions parce qu'elles sont assimilées à de vraies explorations ; elles sont souvent risquées et représentent un défi important pour les alpinistes qui les réalisent : cheminement, qualité du rocher, engagement, descente, etc.
La première ascension est généralement répertoriée dans l'histoire d'une montagne ou d'un site d'escalade. On distingue souvent indépendamment les premières ascensions en solitaire, les premières hivernales, les premières hivernales en solitaire, les premières ascensions féminines, les premières féminines en solitaire et les premières féminines hivernales en solitaire[réf. souhaitée].
L'utilisation de la photographie ou de la vidéo permet d'attester ce premier accès à un sommet. Il peut aussi arriver qu'un objet soit laissé au sommet. Cela peut être un drapeau ou un objet oublié ; ce fut le cas d'un piolet oublié par Hermann Buhl au sommet du Nanga Parbat et retrouvé par une expédition japonaise en 1999.
On parle de première ascension en aéronautique pour déterminer la première fois où un certain type d'aérostat a décollé notablement du sol.

## Escalade
En escalade, dans de nombreux pays, le grimpeur qui réalise la première ascension d'une voie est généralement celui qui peut la baptiser en lui donnant le nom de son choix. En France, au contraire, c'est celui qui a équipé la voie qui lui donne un nom. Cette différence entre les pays a d'ailleurs amené à une controverse sur le nom de la célèbre voie ouverte par Chris Sharma en 2001, Biographie. Celle-ci fut ainsi nommée par son équipeur Jean-Christophe Lafaille une vingtaine d'années plus tôt, tandis que l'Américain Chris Sharma l'a nommée Realization, mais les deux noms subsistent.
Souvent, pour les voies dans le neuvième degré, la seconde ascension est indiquée car celle-ci permet de confirmer ou corriger le niveau annoncé par l'ouvreur de la voie. La première ascension féminine est également signalée, ce qui a été le cas pour le premier 9a réalisé par Josune Bereziartu qui a grimpé Bain de Sang.
Enfin, des voies ont parfois été libérées : l'ouverture en escalade artificielle détermine la date de première ascension, mais la première réussite en libre donne un second repère pour la voie qui aura donc vu deux premières ascensions (voire plus si celle-ci est également ouverte par une femme).
« Dernière ascension » désigne le cas de voies qui ont été sensiblement modifiées (taille ou casse de prise), changeant sensiblement la cotation (ce qui peut être le cas pour jumbo love).

## Alpinisme
La première ascension du mont Blanc constitue le véritable acte fondateur de la pratique de l'alpinisme[réf. incomplète]. Parfois la première ascension est difficile à déterminer. Dans le cas de l'Everest, il n'est pas possible de déterminer si l'expédition de 1924 a permis à George Mallory et Andrew Irvine d'atteindre le sommet car ils sont morts durant cette expédition. Cependant, il reste admis que la première ascension de ce sommet a été réussie par Edmund Hillary avec le sherpa Tensing Norgay en 1953.
En pyrénéisme, la première ascension connue n'est pas nécessairement la première ascension d'un sommet.
À de nombreuses reprises, la réussite de la première ascension d'une montagne ou d'une voie d'alpinisme a coûté la vie à ceux qui la tentaient. Certains sommets sont même devenus célèbres, voire considérés comme impossibles à gravir en raison du nombre de victimes lors des tentatives. Ainsi la face nord de l'Eiger, par exemple, est restée indomptée entre 1932 et 1938 malgré les tentatives. Durant ces six années, la mort d'une dizaine d'alpinistes a participé de la célébrité et de la réputation de cette face,.